# Robert Vishny
Robert Ward Vishny (* 1959) ist ein US-amerikanischer Wirtschaftswissenschaftler, Mathematiker und Hochschullehrer.

## Werdegang, Forschung und Lehre
Vishny studierte zunächst Wirtschaftswissenschaften, Mathematik und Philosophie an der University of Michigan. 1981 schloss er sein Studium mit dem akademischen Grad eines Artium Baccalaureus mit Auszeichnung ab. Anschließend setzte er sein Studium am Bostoner Massachusetts Institute of Technology fort, hier graduierte er im September 1985 als Ph.D. mit der Arbeit Informational aspects of securities markets.
Ab Herbst 1985 arbeitete Vishny zunächst als Assistant Professor an der Graduate School of Business der University of Chicago, ehe er vier Jahre später an der Hochschule zum ordentlichen Professor berufen wurde. 1989 wurde er Forschungsstipendiat der Alfred P. Sloan Foundation (Sloan Research Fellow). 1993 erhielt er die Eric-J.-Gleacher-Professur für Finanzwirtschaft, die er bis Sommer 2005 innehatte. In der Folge konzentrierte er sich einerseits auf seine Managementaufgaben bei der 1994 von ihm mitgegründeten Kapitalanlagegesellschaft LSV Asset Management, während er andererseits an der Northwestern University Psychologie studierte. Hier schloss er 2008 sein Studium als Master of Arts in psychologischer Beratung ab. Im Januar 2010 kehrte er an die University of Chicago zurück, wo er den Myron-S.-Scholes-Lehrstuhl für Finanzwirtschaft übernahm.
Vishnys Arbeitsschwerpunkte sind Verhaltensökonomik und finanzwissenschaftliche Aspekte der Institutionenökonomik. Insbesondere setzte er sich dabei mit Corporate Governance und marktwirtschaftlichen Kontrollmechanismen, Privatisierung und der Rolle des Staates im wirtschaftlichen Raum, Investorenerwartungen und -stimmungen sowie der Arbitragetheorie und ihren Beschränkungen auseinander. Gemeinsam mit Kevin M. Murphy und Andrei Shleifer trug er entscheidend zur Fortentwicklung des vom Österreicher Paul Rosenstein-Rodan aufgestellten Big-Push-Modells bei, mit dem  Förderungsschube in Entwicklungsländern entwicklungsstrategisch beschrieben werden.
Neben seiner akademischen Tätigkeit engagierte sich Vishny auch in verschiedenen Institutionen. Zwischen 1991 und 1998 leitete er das Corporate-Finance-Programm des National Bureau of Economic Research. Zwischen 1988 und 1999 war er zudem redaktionelles Mitglied des Journal of Finance sowie des Journal of Financial Economics. Als Mitglied der American Finance Association leitete er zwischen 1994 und 1996 als Direktor die Geschicke der Organisation. Seit 2002 ist er Mitglied der American Academy of Arts and Sciences.